# Xosé Núñez Búa
Xosé Núñez Búa, nacido en Tenorio (Cerdedo-Cotobade) en 1903 y fallecido en La Plata en enero de 1981, fue un intelectual gallego en el exilio argentino.

## Trayectoria
Licenciado en derecho por la Universidad de Santiago de Compostela. Impartía docencia en el colegio Labor de Vigo. Miembro del Seminario de Estudios Gallegos, fue colaborador de la revista Nós,Galicia y El Pueblo Gallego. Militante del Partido Galleguista, fue presidente del Grupo Galleguista de Vigo, era concejal y vicepresidente de la Diputación de Pontevedra. Con el golpe de Estado del 18 de julio de 1936 fue detenido, pero consiguió huir y se exilió en la Argentina. Implicado en el mundo cultural gallego del exilio, fue uno de los fundadores de la revista Galicia Libre y uno de los promotores del Instituto Argentino de Cultura Gallega. Colaborador de la revista Galicia Emigrante, una parte de sus artículos fueron recopilados en el libro Revoeira en 1971.

## Obras
- Revoeira, 1971.
- Vida e paixón de Castelao, 1986.
- Escolma de textos con Galiza ao fondo, 1986.